# Syntaxonomische rang
Een syntaxonomische rang is de rang van een syntaxon binnen het syntaxonomische classificatiesysteem.
De belangrijkste syntaxonomische rangen waarmee wordt gewerkt zijn (van hoog naar laag) de klasse, de orde het verbond en de associatie. Onder de associatie wordt ook vaak nog de subassociatie onderscheiden.
- Klasse
  - Orde
    - Verbond
      - Associatie
        - Subassociatie

Beduidend minder vaak toegepast is het onderverbond: een syntaxonomische rang tussen de associatie en het verbond. Daarnaast is een slechts zelden toegepast syntaxon de variant: een rang onder de subassociatie.